# 島根県道209号西浜田停車場線
島根県道209号西浜田停車場線（しまねけんどう209ごう にしはまだていしゃじょうせん）は、島根県浜田市を通る一般県道である。

## 概要
浜田市熱田町のJR西日本山陰本線 西浜田駅前から国道9号に至る。

### 路線データ
- 起点：島根県浜田市熱田町（JR西日本山陰本線 西浜田駅前）
- 終点：島根県浜田市熱田町（熱田交差点、国道9号交点）

## 路線状況

### 重複区間
- 島根県道241号浜田商港線（浜田市熱田町）

## 地理

### 通過する自治体
- 島根県
  - 浜田市

### 交差する道路
| 交差する道路                         | 交差する場所 | 交差する場所      |
| ------------------------------------ | ------------ | ----------------- |
| 島根県道241号浜田商港線 重複区間起点 | 熱田町       |                   |
| 島根県道241号浜田商港線 重複区間終点 | 熱田町       |                   |
| 国道9号                              | 熱田町       | 熱田交差点 / 終点 |

### 交差する鉄道
- 山陰本線

### 沿線
- JR西日本山陰本線 西浜田駅